# مسابقات ورزش‌های آبی اروپا ۲۰۰۴
مسابقات ورزش‌های آبی اروپا ۲۰۰۴ از ۵ تا ۱۶ مه ۲۰۰۴ در شهر مادرید، اسپانیا برگزار شده است.

## جدول مدال‌ها
میزبان 
| رتبه  | کشور      | طلا | نقره | برنز | مجموع |
| ۱     | اوکراین   | ۱۱  | ۳    | ۵    | ۱۹    |
| ۲     | روسیه     | ۱۰  | ۱۴   | ۶    | ۳۰    |
| ۳     | ایتالیا   | ۸   | ۶    | ۱۲   | ۲۶    |
| ۴     | آلمان     | ۷   | ۳    | ۵    | ۱۵    |
| ۵     | فرانسه    | ۶   | ۷    | ۴    | ۱۷    |
| ۶     | اسپانیا   | ۳   | ۶    | ۴    | ۱۳    |
| ۷     | اتریش     | ۳   | ۱    | ۱    | ۵     |
| ۸     | مجارستان  | ۲   | ۱    | ۳    | ۶     |
| ۹     | سوئد      | ۲   | ۱    | ۲    | ۵     |
| ۱۰    | رومانی    | ۱   | ۳    | ۵    | ۹     |
| ۱۱    | هلند      | ۱   | ۳    | ۲    | ۶     |
| ۱۲    | فنلاند    | ۱   | ۲    | ۰    | ۳     |
| ۱۳    | اسلواکی   | ۱   | ۱    | ۰    | ۲     |
| ۱۴    | لهستان    | ۱   | ۰    | ۱    | ۲     |
| ۱۵    | جمهوری چک | ۱   | ۰    | ۰    | ۱     |
| ۱۶    | اسلوونی   | ۰   | ۳    | ۲    | ۵     |
| ۱۷    | بلاروس    | ۰   | ۲    | ۰    | ۲     |
| ۱۸    | بریتانیا  | ۰   | ۱    | ۰    | ۱     |
| ۱۸    | لیتوانی   | ۰   | ۱    | ۰    | ۱     |
| ۲۰    | بلغارستان | ۰   | ۰    | ۲    | ۲     |
| ۲۰    | دانمارک   | ۰   | ۰    | ۲    | ۲     |
| ۲۰    | یونان     | ۰   | ۰    | ۲    | ۲     |
| ۲۳    | کرواسی    | ۰   | ۰    | ۱    | ۱     |
| مجموع | مجموع     | ۵۸  | ۵۸   | ۵۹   | ۱۷۵   |